# آنس-برتران
آنس-برتران (بالفرنسية: Anse-Bertrand)‏ هي بلدية يسكنها 4910 نسمة (حسب إحصاء 1 يناير 2011)، وهي تقع في إقليم جوادلوب في جزيرة غراند تير.

## توأمة
لآنس-برتران اتفاقيات توأمة مع:
- كولومبوس